# Euphorbia amygdaloides
Euphorbia amygdaloides es una especie de fanerógama perteneciente a la familia Euphorbiaceae.

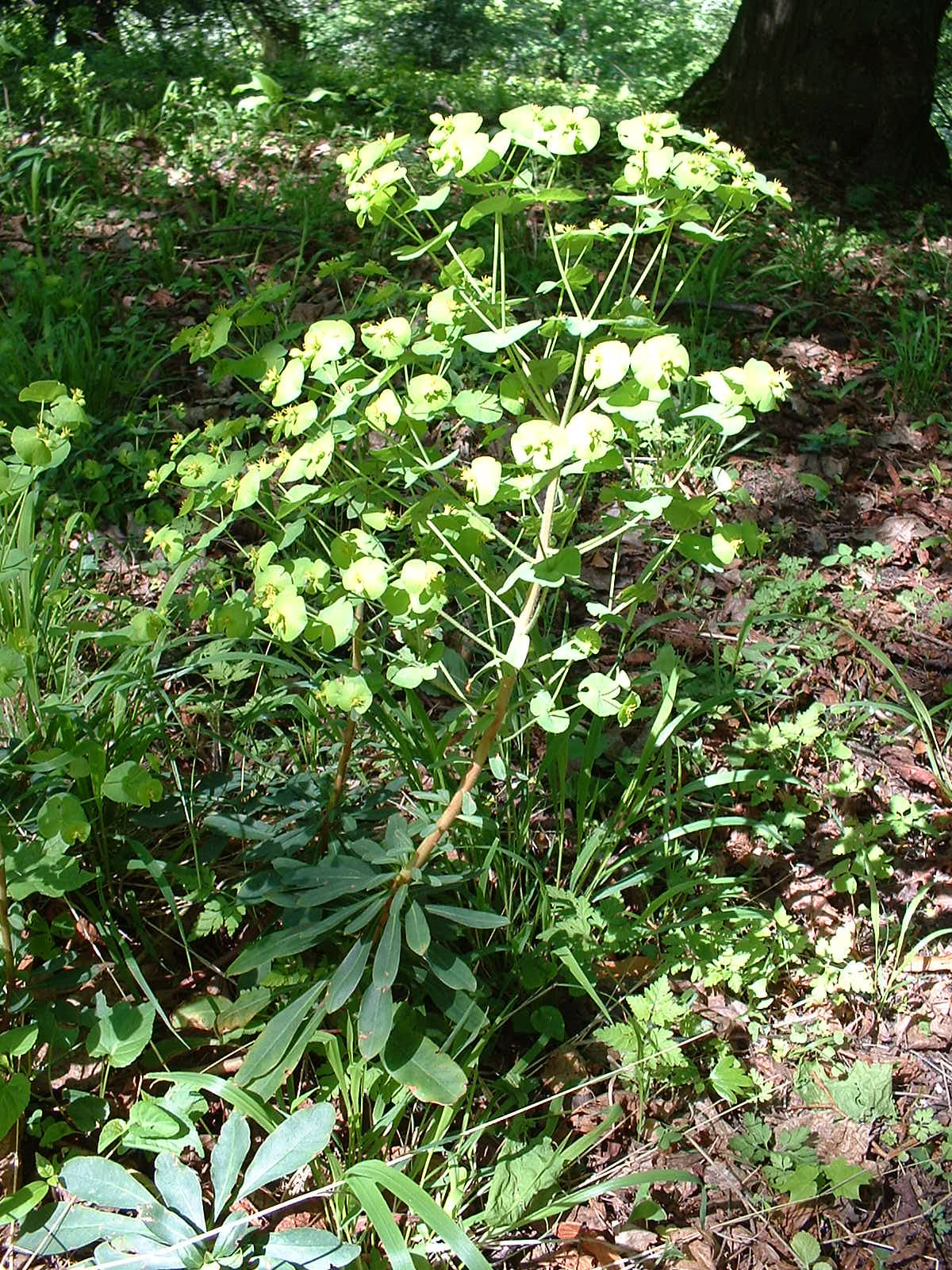

## Descripción
Es una planta suculenta que alcanza los 8 dm de altura. Tiene las hojas de color verde y las inflorescencias verde-amarillentas florecen en abril-junio. El látex lechoso de la planta es tóxico y su contacto irrita la piel.
Hierba vivaz ramificada y pubescente. Las hojas son enteras, oblongo-obovadas y pecioladas. La inflorescencia es una umbela terminal con 5-11 radios. Las hojas bracteales son anchamente ovadas, las dicasiales concrescentes a pares. Las flores están agrupadas en ciatios, los cuales tienen glándulas nectaríferas amarillas, con apéndices subulados convergentes. El fruto es una cápsula tricoca y punteada, que contiene semillas lisas.

## Distribución y hábitat
Es endémica de Europa. Principalmente en claros de bosques caducifolios, pero también en herbazales húmedos, encinares frescales, orlas, matorrales, etc.

## Propiedades
Como otras plantas similares del género Euphorbia la lechetrezna de bosque produce una resina blanca o látex muy tóxico. Era utilizada antiguamente como veneno, como laxante, como antiséptico y para tratar verrugas en la herboristería tradicional.

## Taxonomía
Euphorbia amygdaloides fue descrito por Carlos Linneo y publicado en Species Plantarum 463. 1753.
Etimología
Euphorbia: nombre genérico que deriva del médico griego del rey Juba II de Mauritania (52 a 50 a. C. - 23), Euphorbus, en su honor – o en alusión a su gran vientre – ya que usaba médicamente Euphorbia resinifera. En 1753 Carlos Linneo asignó el nombre a todo el género.
amygdaloides: epíteto latino que significa "como una almendra".
Variedades
- Euphorbia amygdaloides subsp. amygdaloides
- Euphorbia amygdaloides subsp. arbuscula Meusel
- Euphorbia amygdaloides subsp. robbiae (Turrill) Stace
- Euphorbia amygdaloides ssp. heldreichii (Orph. ex Boiss.) Aldén 1986
- Euphorbia amygdaloides ssp. semiperfoliata (Viv.) Radcl.-Sm. 1968[6]

sinonimia
- Characias amygdaloides (L.) Gray
- Esula amygdaloides (L.) Haw.
- Tithymalus amygdaloides (L.) Garsault
- Euphorbia amygdaloides f. ligulata (Chaub.) Deysson
- Euphorbia amygdaloides f. ligulata (Chaub.) O.Bolòs & Vigo
- Euphorbia amygdaloides f. verticillata Merino
- Euphorbia amygdaloides f. villosa Merino
- Euphorbia amygdaloides L. subsp. amygdaloides L.
- Euphorbia amygdaloides var. chaixiana (Timb.-Lagr.) Boiss. in A.DC.
- Euphorbia amygdaloides var. sventenii (Marcet) Losa
- Euphorbia chaixiana Timb.-Lagr.
- Euphorbia ligulata Chaub.
- Euphorbia sventenii Marcet
- Euphorbia sylvatica Jacq.[7][8][9]

## Nombre común
Asnaballo, euforbio, euphorbia, leche de mala mujer, lecherina, lecherines, lechetrezna, lechetrezna de bosque, titimalo, titimalo macho, titímalo macho